# Glanville
Glanville är en kommun i departementet Calvados i regionen Normandie i norra Frankrike. Kommunen ligger i kantonen Pont-l'Évêque som ligger i arrondissementet Lisieux. År 2022 hade Glanville 158 invånare.

## Befolkningsutveckling
Antalet invånare i kommunen Glanville
Referens: INSEE